# Sillim (metropolitana di Seul)
Sillim (신림역 - 新林驛, Sillim-yeok) è una stazione della linea 2 della metropolitana di Seul e si trova nel quartiere di Gwanak-gu, a sud del fiume Han. La stazione si trova nei pressi di una grande area commerciale, con diversi negozi e ristoranti, e per questo ogni giorno è frequentata da un gran numero di persone, rendendola la quinta stazione della metropolitana di Seul per traffico passeggeri.

## Linee
Seoul Metro
● Linea 2 (Codice: 230)

## Struttura
La linea passa in sotterranea e dispone di un marciapiede a isola con due binari con porte di banchina a protezione. Essendo la linea 2 una linea circolare, i binari vengono designati come "circolare interna" e "circolare esterna".
| Circ. interna | ● Linea 2 | per Daerim, Sindorim, Dangsan e Hapjeong        |
| Circ. esterna | ● Linea 2 | per Sadang, Gyodae, Gangnam, Seolleung e Jamsil |

## Stazioni adiacenti
| «         | Servizio | »           |
| Linea 2   | Linea 2  | Linea 2     |
| --------- | -------- | ----------- |
| Bongcheon | -        | Sin-Daebang |